# Ivan Feodor Billmanson

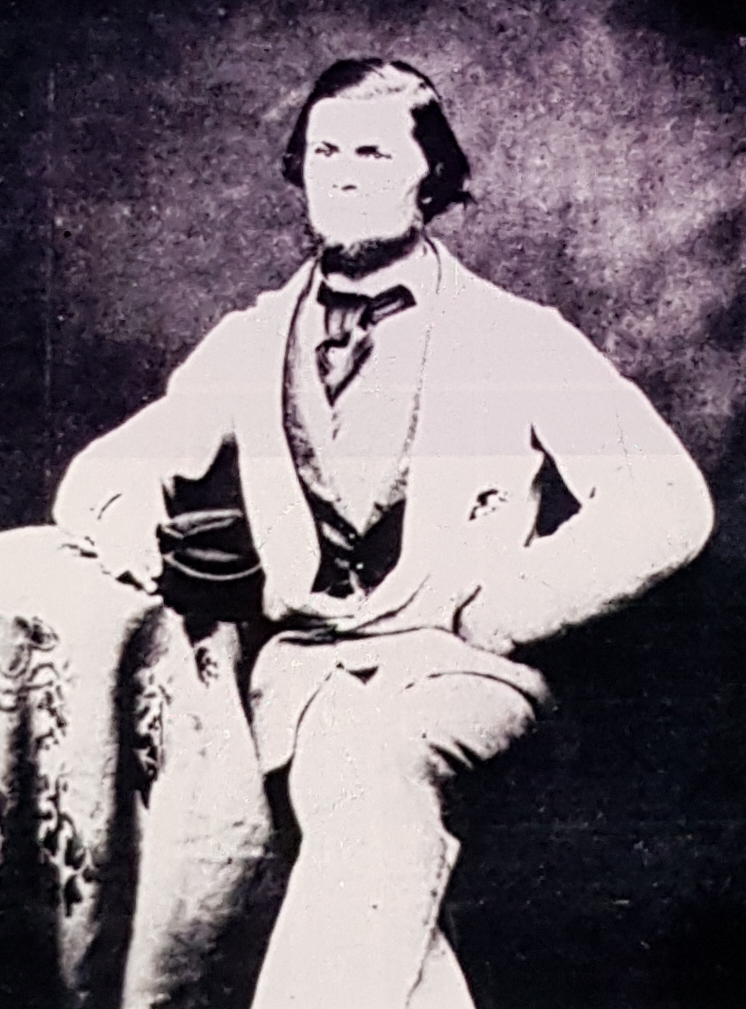
Ivan Feodor Billmanson

Ivan Feodor Billmanson född den 10 juli 1836 på Limsta, Kila socken död 16 oktober 1872 i Nya Zeeland, var en svensk sjöman, guldgrävare, äventyrare som blivit känd för sitt brevskrivande.
Han var son till major Johan Adolf Billmanson och Elisabeth (Elise Mari) Mariana Wahrenberg (1812-1838).
Han var bror till Per Richard Billmanson (1835-1918),
Adolf Billmanson  (1839-1914), Ernst Christoffer Billmanson (1840-1918) och Wilhelm Gustaf Billmanson (1845-1891).
Ivan Billmanson fick en sträng och vårdad uppfostran i föräldrahemnet på Limsta säteri. Han studerade vid Uppsala katedralskola 1844-1847 och vid Sala apologiskola 1848. Hans intresse för sjön fick honom att söka sig till Rydbergska stiftelsens brigg Carl Johan som skeppselev. Briggen gör huvudsakligen resor runt om i Östersjön och det är under dessa resor han startar sitt brevskrivande som har ett stort kulturhistoriskt värde. Hans önskan om nå mer avlägsna platser för honom 1850 till briggen Pyland där han av kapten Andersson erbjuds en plats som jungman. Briggen är destinerad till Batavia nuvarande Jakarta och resan beräknas ta ett år. Han återkom till Sverige under hösten 1851 och fortsatte då sina studier. Han läser bland annat navigation, geometri, algebra, engelska, franska, tyska, geografi, historia och kristendom som resulterar i en styrmansexamen 1852. I september samma år mönstrade han på som jungman på skonerten Virgo med den danska kaptenen Pettersson för en resa till Medelhavet och Odessa i Svarta havet. Det blev en svår resa för honom eftersom han inte drog jämnt med kaptenen och på återresan när man anlöper Liverpool avviker han från det svenskregistrerade fartyget. Detta medför att han inte kan återvända till Sverige där fartygsrymning räknas som ett grovt brott. Han får hyra på ett fartyg som transporterade skadade soldater mellan Krim och Skutari. I något av sina brev till Sverige beskriver han det fruktansvärda resultatet av Lätta kavalleriets stormning i Balaklava. Under åren 1855 och 1856 gör han flera resor till Nord- och Sydamerika, alltid för om masten då hans svenska styrmansexamen inte är giltig inom den brittiska handelsflottan. Han gör sin första resa till Australien 1856 med Australian Mail Companies klipperskepp The White Star. Resan gav mersmak och 1857 mönstrar han på Commodor Perry med destinationen Australien, Kina, Indien som har en beräknad restid på två år. I ett brev hem från första stoppet vid Bahia i Brasilien antyder han att livet ombord är ett helvete och han planerar att rymma när skeppet når Melbourne. Efter att han rymt från skeppet i Melbourne är hans bana som sjöman slut och han blir istället immigrant i Australien. Han vandrade till fots till samhället Sandhurst, där han fick tillfälligt jobb i en gruva. Senare hade han råd att köpa en egen inmutning. I ett av många brev hem till Sverige beskriver han att han är ”digging for gold, men var ej lycklig nog att erhålla mer än mitt uppehälle.” Han försökte försörja sig som guldgrävare på sin egen inmutning men efter några veckor utan resultat tvingades han ge upp och ta vilket arbete som helst. Under en period arbetade han som tegelslagare, sedan vedhuggare, han gjorde även ett misslyckat försök att mönstra på ett fartyg som gick i kustfart längs den australiska kusten. Då han möter svårighet att hitta guld eller att försörja sig på de australienska guldfälten bestämde han sig för att prova lyckan någon annan stans och 1865 seglade han som passagerare med ångskeppet Cloude Hamilton till Hokitiki guldfältet i Nya Zeeland. Där bodde ensam och utfattig i ett tält tills han avled 1872. Ganska snart efter ankomsten till Callaghans Creek på sydön stod det klart för honom att det var ett stort misstag att flytta till Nya Zeeland. Klimatet var mycket tuffare och han får stå i timmar i det kalla vattnet när han vaskar efter guld. Hans hälsa får mycket stryk i de sumpområden med svårgenomtränglig snårvegetation han tvingas vistas i och han byter ofta guldfält i hopp om bättre tur. Vid de flesta ställen han söker guld tvingas han bygga kilometerlånga vattenledningar för att få fram vatten till vaskningen. I ett brev daterat Graymouth 28 juli 1872 beskriver han nya guldfyndigheter som han har hittat, fyra månader tidigare hade han givit upp Callaghans Creek och flyttat till den lilla staden Graymouth. Han är sjuk, fattig och modlös. I staden stötte han på några svenskar och det ökade på hans hemlängtan. Han funderade på att återvända till Australien och slå sig ner i Nya Syd Wales och han behöver nu ekonomisk hjälp med 80 till 100 pund sterling för att kunna ta sig till Australien. Han nämner även i brevet att han numera lider av reumatism och att han i avvaktan på pengar kommer att stanna kvar i Graymouth. Hans sjukdomstillstånd tilltar och han tas in på sjukhus, och en annan svensk i Graymouth Algot Löndahl skriver utan Ivans vetskap ett brev till hans bror rektor Richard Billmanson.

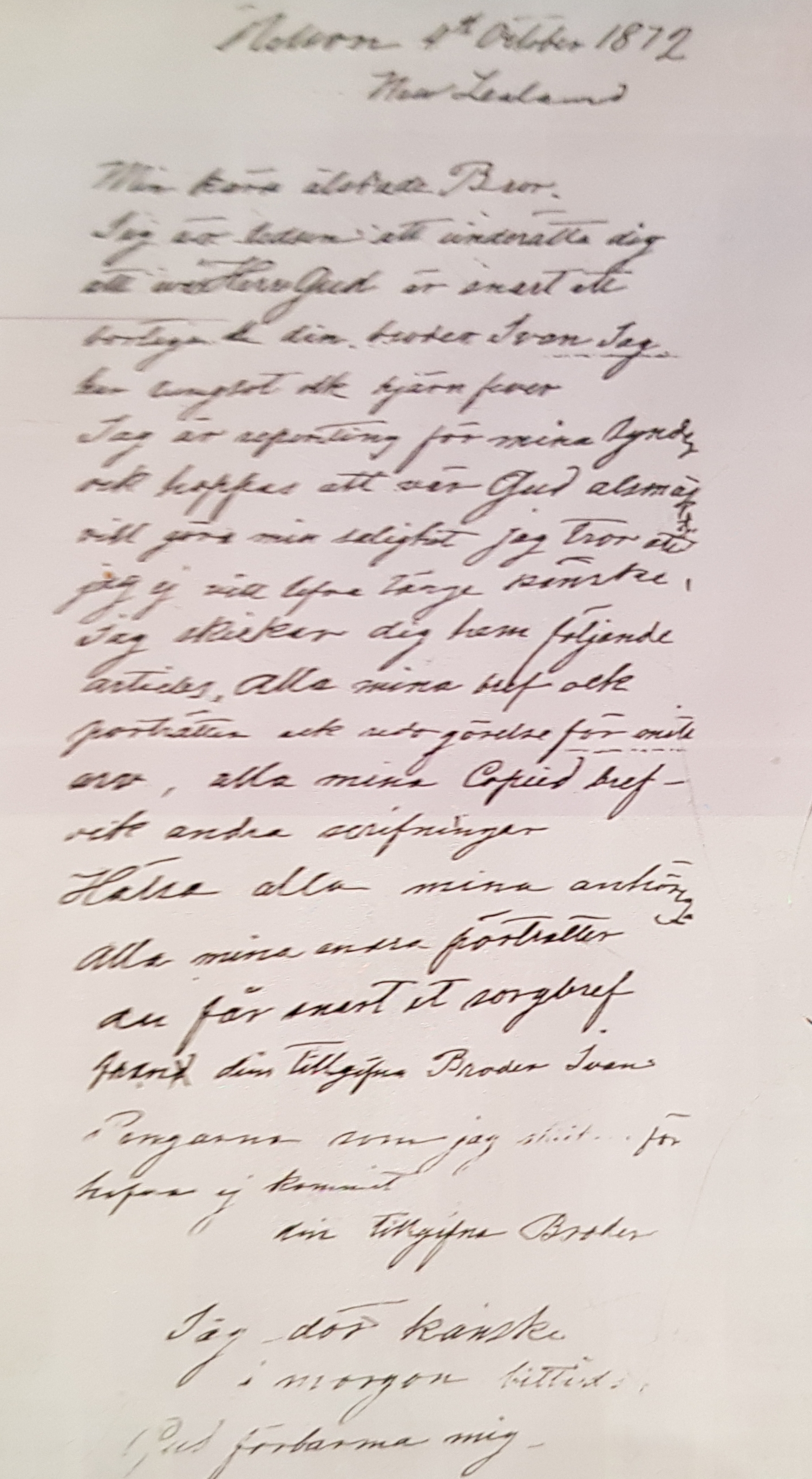
Sista brevet från Ivan Billmanson 4 oktober 1872.

Tell Herr Pastorn R Billmanson, Nora.
Emedan jag en liten tid varit Bekant med Pastorns Broder. Ivan, tager jag mig frihet att på bästa sätt i Korthet omtala hans omständigheter. För omkring ett år sedan blef jag bekant med Ivan Billmanson uti en liten aflägsen Platts Som heter Kallagans i omkring 20 E. mil från här. Han ägde då hälften uti en vattenledning män han trodde det skulle bättra sig så att han skulle skrapa ihop lite penningar och gå hem. han talte om för mig att han hade ett hem att gå till och även förmögenhet nog för sin dagliga bergning jag rådde honom att gå och mönstra jenast emedan jag hörde att han hadde altid havit otur här i landet, men han töcktes ej vara villig jag var 2 gånger uti has Tellt och feck läsa några gamla svenska Tidningar, vilka dock voro nya för mig, han visade mig och några porträtter från sin family, och syntes möcket rörande då han talte om sina förhålanden från hemmet, emällertid lämnade jag den platsen och geck tillbaka hit var jag hadde varit förut och hörde ej mera af honom föränn omkring 2 månader sidan, då jag var nere i en liten stad som Heter Ahaura, jag treffade honom der, ha såg möcke nedslagen ut och täcktes ej känna mig förränn jag noga beskref var vi hadde träffats förut, han talte då om att hans gamla Companjon hadde kommit i skuld och hela vattenledningen blef såld på utmätning Auksjon jag sade du bör ej vara ledsen för det när du ej kunde förtjänna födan och har varit der så länge, han medgaf det då, men han önskade att få något arbete, jag löckades att få det för honom, och jag sade om han  ej söckte om att vara der gå hit till mig och jag velle göra vad jag kunde till han får respenningar hem.
Orsaken till Ivans Svaghet tror jag även jag kan berätta, Han bodde ensam uti ett litet tellt i Kallagans för omkring 4 år umgecks alldrig med någon Menniska mera än då han gekoch hämtade Sin Proviant velket var merendels 2 gånger i månaden. han även arbetade sin mina ensam och de delade Wattnet emällan sig det är möcke farligt ty här är flera här i landet som har tell och med blifvet svagsinta för det samma dock för kortare tid.
Jag är möcke ledsen för att hafva så dåliga tidningar att sända Herr Pastorn men jag töcker jag skulle göra orätt om jag ej lät pastorn veta hur Ivan har och har haft det för en lång tid. Jag skulle möcke önska att få några rader från herr, om jag kan göra någonting för Ivan efter Pastorns önskan så vell jag järna    Algot Löndahl
P.S. var god och ej på minsta vis låta Ivan veta att jag hr skrifvet till Herrn ty då velle han säkert bliva förbankad på mig.

Sista brevet till Per Rickhard Billmanson från Ivan är daterat Nelson 4th October 1872, New Zealand.

Min kära älskade Bror.
Jag är ledsen att underrätta dig att wår Herre Gud är snart att bortaga din broder Ivan jag har lungsot och hjärnfever. Jag är repenting för mina synder och hoppas att vår Gud alsmäktig vill göra min salighet. Jag tror att jag ej vill lefva längre kanske, Jag skickar dig hem följande articles. Alla mina bref och porträtter och redogörelse för mitt arv, alla mina Copied bref och andra scrifningar. Hälsa alla mina anhöriga Alla mina andra porträtter du får snart et sorgebref från din tillgifna Broder Ivan.
Pengarna som jag skickad för hafva ej kommit din tillgifna Broder
Jag dör kanske i morgon bittida
Gud förbarma mig -

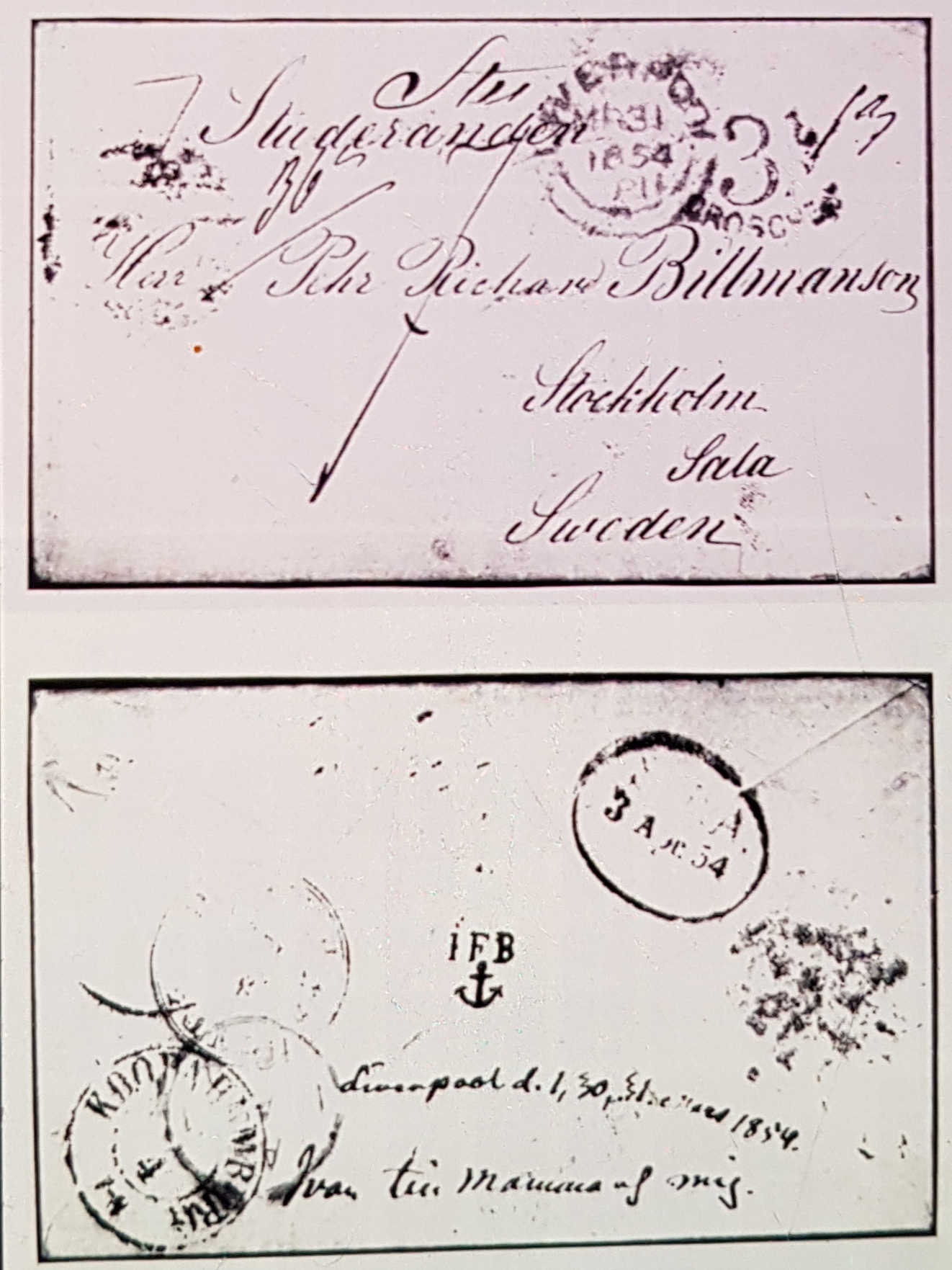
B rev från Ivan Feodor Billmanson 2

Stora delar av hans och familjens brevväxling finns bevarad vid Emigrantinstitutet i Växjö där den är deponerad i den Billmansonska samlingen. Materialet består av 288 registrerade handlingar bestående av dagböcker, manuskript, teckningar, foton, tidningsklipp och brev samt senare tillkomna klarläggande information. Förutom Ivans liv och dagliga tillvaro utrikes tar breven även upp familjens liv i Sverige med brödernas utbildning, hälsotillstånd, förälskelser, samt giftermål och aktuella händelser som det Amerikanska inbördeskriget och Dansk-tyska kriget 1864. I sina brev ger Ivan en god bild av livet i kolonierna och de problem man stöter på där, han berättar om den annorlunda naturen och djurlivet. En del av breven är mycket svårtolkade beroende på att de skrevs med mycket liten handstil samt att Ivan tidigt övergick till att skriva sina brev på engelska. Brevsamlingen har skrivits ut på maskin och omfattar omkring 200 maskinskrivna A4-sidor, arbetet tog drygt ett år och det var ofta svårt att tyda de olika handstilarna. När det gäller brevsamlingen är den förutom de första sju åren och de brev som försvann i postgången nästan komplett, med brev från Ivan till släkten i Sverige och deras brev till honom. Det som gör att samlingen är unik beror på att brevskrivarna nästan konstant inleder sina brev med att redogöra för de brev som erhållits och de brev som postats under senare tid. Ibland redogör man för de vägar man använt för att skicka breven och man önskar få en säkrare postbefordran eftersom några brev ej nått fram. Postgången mellan Nya Zeeland och Sverige fungerade bättre än postgången till Australien detta berodde troligen på att det fanns flera vägar för posten dels via det Brittiska postverket som förmedlade posten via Medelhavet och Suezkanalen, eller en väg via Goda Hoppsudden över Indiska Oceanen samt US mail som gick via den Amerikanska rutten till San Francisco, tåg till New York och vidare med båt till Sverige. Dessutom finns det en del material bevarat vid Riksarkivet. Författaren Sten Almqvist har skrivit de två längre artiklarna Antipodisk post 1980 Libris 10051558 och Brev från en torr kontinent 1978 Libris 10048981 i tidskriften Postryttaren som tar upp Billmansons brevskrivande till sina släktingar. Ivan Feodor Billmanson avled 16 oktober 1872 på Nya Zeeland och är begravd på Wakapuaka Cemetery i Nelson, Nelson City, Nelson, Nya Zeeland.